# Tết Nguyên tiêu

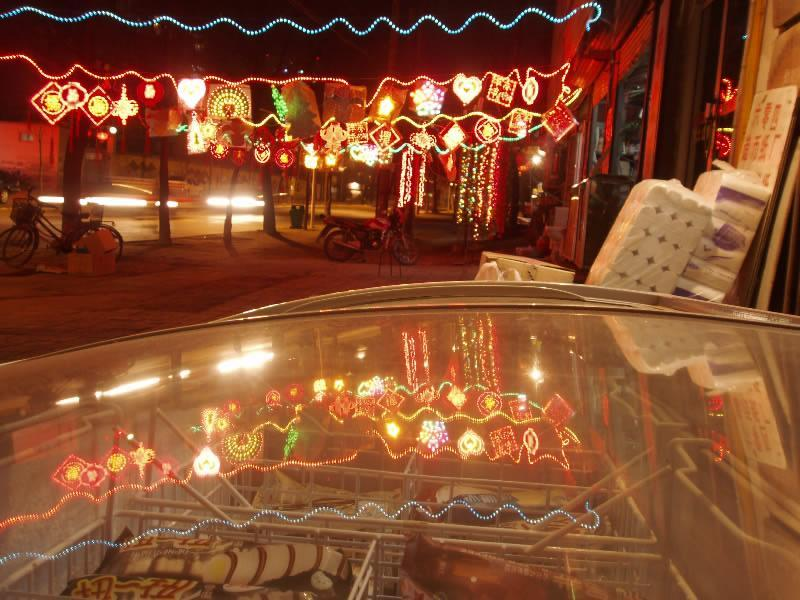
Hội hoa đăng tại Thạch Gia Trang

Tết Nguyên Tiêu (Chữ Nho: 節元宵)Tết Thượng Nguyên, Rằm Tháng Giêng là ngày lễ hội truyền thống của Việt Nam và Trung Quốc . Lễ hội trăng rằm từ giữa đêm 14 (đêm trước trăng rằm) ngày 15 (ngày rằm) cho đến nửa đêm 15 (đêm trăng rằm) của tháng giêng Âm lịch.

## Tại Việt Nam
Ở Việt Nam, ngày rằm Tháng Giêng là dịp dân chúng đi chùa cúng sao giải hạn, ước nguyện điều lành, ăn chay và đóng góp từ thiện; tuy kinh điển nhà Phật không nhắc đến. Các chùa thường tụng kinh Dược Sư và khuyên các Phật tử cùng tụng niệm cầu quốc thái dân an, mưa thuận gió hòa và hồi hướng công đức để thế giới được an lành.
Lễ hội đêm trăng rằm hiện được nhiều nơi  Việt Nam khôi phục truyền thống văn hóa cổ, tổ chức đêm Nguyên tiêu của Ngày thơ Việt Nam, hiện nay đã thành nếp thường xuyên ở nhiều địa phương. Đặc biệt ở những nơi có đông cộng đồng người Hoa sinh sống như Chợ Lớn, Hội An, lễ hội trăng rằm có nhiều sinh hoạt đặc biệt. Tại Thành phố Hồ Chí Minh, ngày và đêm rằm Tháng Giêng thường được cộng đồng người Việt gốc Hoa tổ chức ở khu Chợ Lớn, Quận 5 và dân gian có câu thành ngữ "Giao thừa ra Quận Nhất, Nguyên tiêu về Quận 5".
Tết Nguyên tiêu của người Hoa ở Quận 5, Thành phố Hồ Chí Minh được tổ chức từ những năm 1990 và duy trì hằng năm đến nay, với phần lễ, hội đa dạng, đặc sắc và phong phú tại các Hội quán, gia đình như: các nghi thức lễ diễu hành đường phố thể hiện phong tục tập quán của các nhóm ngôn ngữ người Hoa như nghệ thuật xiếc, võ thuật, bát tiên đi cà kheo..., múa lân sư rồng, trình diễn ca kịch cổ truyền, đố chữ, thư pháp, thư họa, trình diễn âm nhạc (Đại la cổ Triều Châu, Nhạc lễ Phúc Kiến), đốt nhang vòng, cúng Tam sên lên bàn thờ gia tiên, dán giấy cầu an, lì xì, đố đèn, dâng dầu đèn, thả hoa đăng, thả cá, chui bụng ngựa, trò chơi dân gian, ngâm thơ, đánh cờ... Lễ hội ẩm thực được tổ chức với đa dạng các món ăn Việt - Hoa như phở, bún bò, hủ tiếu, mì, gỏi cuốn, dimsum, há cảo, mì trường thọ, xá xíu, chè trôi nước… được chế biến và biểu diễn, hướng dẫn thực hiện từ những chuyên gia ẩm thực, đầu bếp chuyên nghiệp. 
Tết Nguyên tiêu của người Hoa ở Quận 5 đã được Bộ Văn hóa - Thể thao và Du lịch Việt Nam đưa vào danh mục Di sản văn hóa phi vật thể quốc gia từ năm 2020. Sau Tết Nguyên Tiêu, người dân sẽ tháo tất cả các trang trí Xuân Tết để chấm dứt không khí lễ hội với hy vọng sẽ chú tâm vào một năm làm việc mới đầy thành công và hiệu quả.

## Tập tục và lễ hội ở Trung Quốc

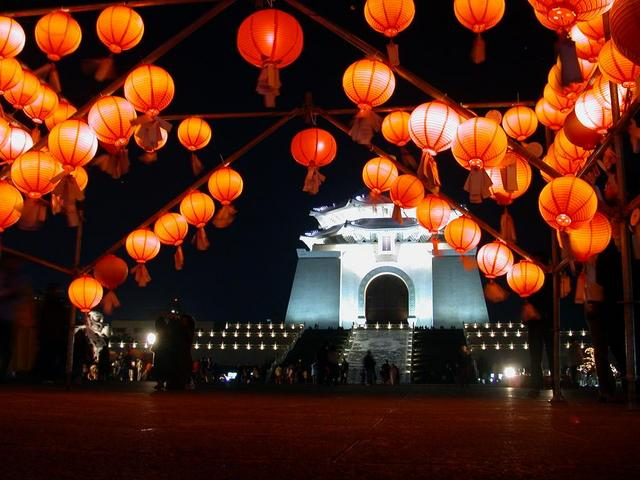
Lễ hội đèn lồng tại Đài Loan

Ở Trung Quốc và Đài Loan, Tết Nguyên Tiêu là Tết Thượng Nguyên, hay Tết Trạng nguyên, ngày xưa là dịp nhà vua hội họp các ông Trạng để thết tiệc và mời vào Vườn Thượng Uyển thăm hoa, ngắm cảnh, làm thơ. Theo sách Trung Hoa, lễ Thượng Nguyên không phải là một ngày lễ Phật. Hiện nay, Tết Nguyên Tiêu (rằm tháng giêng, đêm rằm đầu tiên của năm mới) được coi là ngày lễ thiêng liêng nhất đầu năm mới và còn được gọi là “Lễ hội đèn hoa” hoặc “Hội hoa đăng”, có thể bắt nguồn từ tục cúng tế thời Hán Vũ Đế, với tập tục trưng đèn trên cây nêu trước cửa nhà, đốt đèn, chơi lồng đèn ngũ sắc, có thể kéo dài từ 13 đến 17 tháng giêng. Những lồng đèn có hình thù rồng, phượng hoặc những nhân vật cổ trong truyền thuyết, được yêu chuộng.
Ngoài ra còn những tập tục khác như cúng tế cầu an cầu phước, ăn bánh trôi (gọi là “thang viên” – viên tròn trong nước), thi đoán hình thù trên lồng đèn, ngâm thơ. Người Đài Loan còn ghi những câu ước nguyện của mình vào đèn lồng và thả bay lên trời. Nhiều người còn coi đây là mùa Valentine phương Đông, tương tự như lễ Thất Tịch. Thơ Đường xưa đã viết: Nguyên tiêu chi dạ hoa lộng nguyệt, mùa trăng tròn lung linh sắc màu hoa đăng rực rỡ cũng là dịp Ngưu Lang Chức Nữ gặp gỡ se duyên.
Lễ cúng rằm tháng Giêng có thể xuất phát từ  Đạo giáo. Theo thuyết tam nguyên của Đạo giáo, rằm tháng giêng  là ngày kính Thiên Quan đại đế trong Tam quan đại đế của Đạo giáo, còn gọi là Thượng Nguyên.  Các bản sớ cúng rằm tháng Giêng tiêu biểu thường ghi rõ ngày này là "Thiên Quan tứ phúc" (nghĩa là ngài Thiên Quan ban phúc).

## Rằm tháng Giêng tại các quốc gia khác

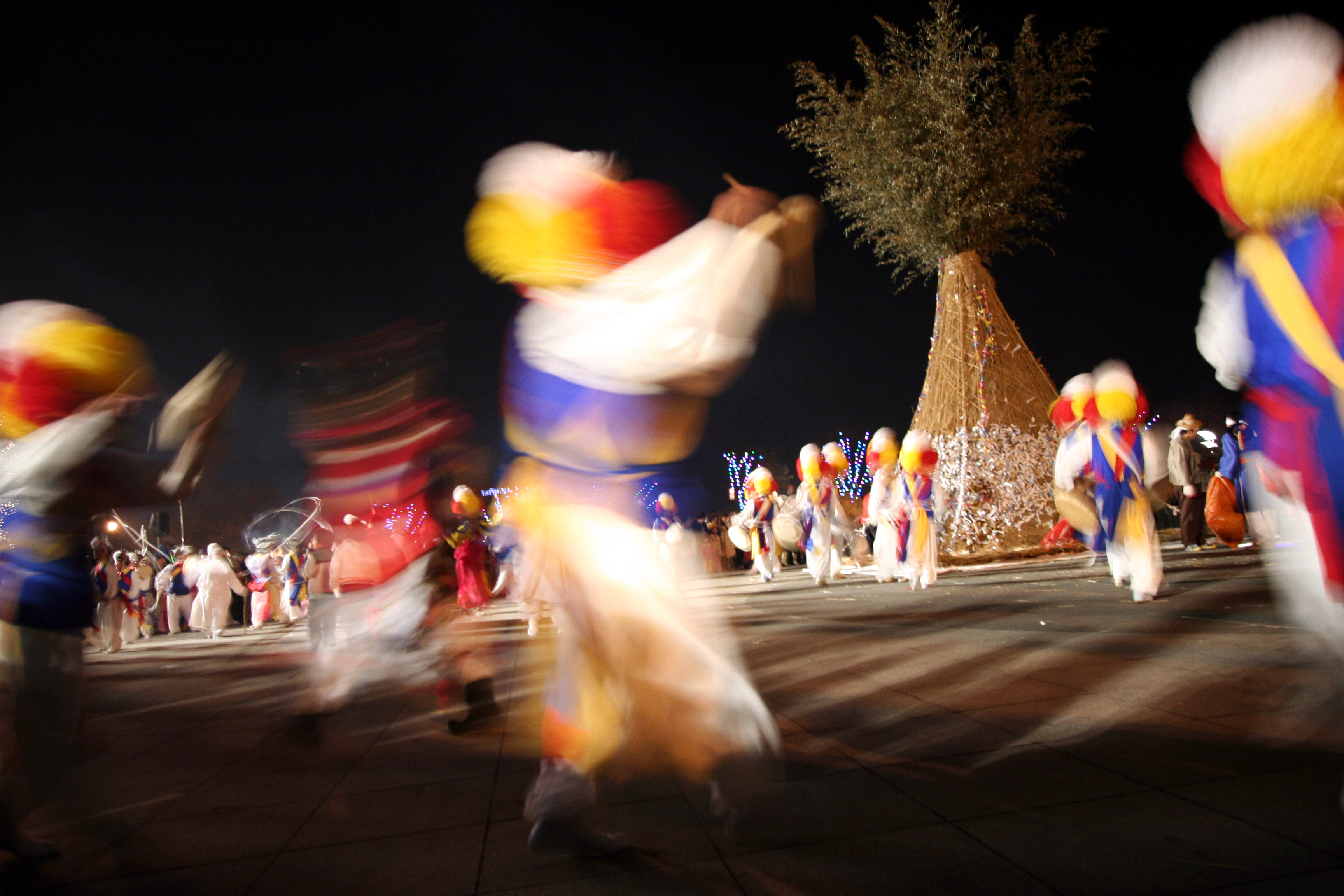
Vũ công tại lễ hội Daeboreum, Hàn Quốc

Tại Hàn Quốc, rằm tháng Giêng là lễ Daeboreum (대보름), người dân chơi các trò chơi truyền thống là Samulnori (쥐불 놀이) đêm trước Daeboreum (còn có tên là Lễ hội lửa Jeongwol Daeboreum). Họ đốt cỏ khô, rơm hoặc đống cành cây (gọi là Daljip, xếp thành hình tam giác, để tạo ra một "ngôi nhà" cho mặt trăng mọc; một cánh cửa nhỏ được đặt ở phía đông để mặt trăng đi vào) trên rặng núi giữa cánh đồng lúa và nhảy múa xung quanh để để xua đuổi tà ma; trong khi trẻ em xoay những cái lon có đục nhiều lỗ và có than lửa cháy đỏ bên trong. Tại nông thôn, người dân leo núi, bất chấp thời tiết lạnh, cố gắng để thành người đầu tiên nhìn thấy mặt trăng mọc, qua đó sẽ gặp may mắn cả năm hoặc một mong muốn sẽ được thành tựu. Buổi sáng, họ thường ăn Ogokbap (오곡밥 / 五穀 밥), một loại cơm nấu bằng năm loại ngũ cốc và ăn Yaksik, một thức ăn ngọt làm từ gạo nếp. Đồ uống được lựa chọn cho lễ Daeboreum là rượu Gwibalgisul. Đây là một loại rượu gạo được ướp lạnh.
Tại Nhật Bản, rằm tháng Giêng âm lịch là lễ 小 正月 (Koshōgatsu), ngày nay được cử hành vào ngày 15 tháng 1 dương lịch. Các sự kiện chính của Koshōgatsu là nghi lễ và thực hành cầu nguyện cho một vụ mùa bội thu, và cháo gạo với đậu đỏ (小 豆粥 azuki gayu?) thường ăn vào buổi sáng. Ngoài ra, những thứ trang trí năm mới được hạ xuống và tháo dỡ, và một số đền đài tổ chức các sự kiện.
Ở Philippines, có lễ hội diễu hành truyền thống vào ngày rằm tháng Giêng, đánh dấu khởi đầu năm mới. Trong dịp này, bầu không khí ở Binondo cực kỳ sôi động: Đám đông ở Quận Binondo, thủ đô Manila vây quanh những người múa lân, múa rồng, các chính trị gia địa phương và những người nổi tiếng đi xe hơi sang trọng đến phát kẹo hoặc đồ trang sức may mắn miễn phí cho người dân, trong tiếng trống rộn ràng, tiếng pháo nổ vang. Dọc đường phố bày bán đầy ắp thức ăn, đồ chơi bằng nhựa và bùa may mắn hứa hẹn sẽ mang lại sự thịnh vượng trong năm mới.

## Thành ngữ
- Lễ Phật quanh năm không bằng Rằm tháng Giêng [12]
- Giỗ tết cả năm không bằng ngày rằm tháng Giêng [13]
- Ăn chay niệm Phật cả năm, Không bằng dự hội ngày Rằm tháng Giêng
- Giao Thừa ra quận Nhất, Nguyên Tiêu về quận Năm